# Trappistenabtei Conyers
Die Trappistenabtei Conyers (lat. Abbatia Beatae Mariae de Spiritu) ist ein US-amerikanisches Kloster in Conyers (Georgia), Rockdale County, Erzbistum Atlanta.

## Geschichte
Die Trappistenabtei Gethsemani gründete 1944 südöstlich Atlanta das Tochterkloster Our Lady of the Holy Spirit (anfänglich: Holy Ghost, „Unsre Liebe Frau vom Heiligen Geist“), das 1946 zur Abtei erhoben und 1968 offiziell eingeweiht wurde. Ein bedeutender Autor war Abt Basil Pennington (1930–2005).

### Gründungen
- 1987: Trappistenkloster Los Andes (El Vigía, Mérida, Venezuela)

### Obere und Äbte
- James Fox (1944–1948)
- Robert McGann (1949–1957)
- Augustine Moore (1957–1983)
- Armand Veilleux (1983–1990)
- Bernard Johnson (1990–2000)
- Basil Pennington (2001–2002)
- Anthony Delisi (2002–2003)
- Francis Michael Stiteler (2003–)